# Ebern
Ebern è una città tedesca di 7 365 abitanti, situata nel Land della Baviera.